# إرنست مارتن هوبكينز
إرنست مارتن هوبكينز (بالإنجليزية: Ernest Martin Hopkins)‏ هو مربي أمريكي، ولد في 6 نوفمبر 1877 في دونبارتون في الولايات المتحدة، وتوفي في 13 أغسطس 1964 في Southwest Harbor, Maine ‏ في الولايات المتحدة.